# Avenue Paul-Appell
L’avenue Paul-Appell est une voie du quartier du Petit-Montrouge du 14e arrondissement de Paris, en France.

## Situation et accès
L'avenue Paul-Appell débute à la limite ouest de la Cité internationale universitaire de Paris, rue Émile-Faguet et rue du Professeur-Hyacinthe-Vincent, et se termine avenue de la Porte-d'Orléans et 7, place du 25-Août-1944, sur la Place Édith-Thomas. La rue est continuée vers l'ouest, au-delà de l'avenue de la Porte-d'Orléans, par l'avenue Ernest-Reyer.

## Origine du nom
Elle porte le nom du mathématicien Paul Appell (1855-1930), membre de l'Académie des sciences, créateur du fonds pour la recherche, fondateur du Secours national et de la Cité internationale universitaire de Paris, proche de l'avenue.

## Historique

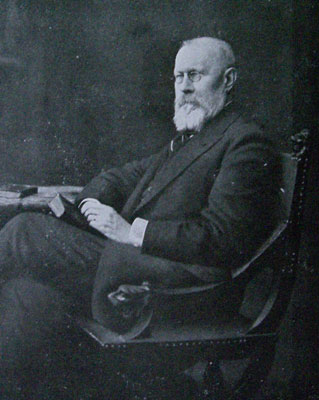
Paul Appell.

Cette voie est créée et a pris sa dénomination actuelle en 1931 par le détachement d'une partie de l'avenue Ernest-Reyer qui avait été ouverte en 1926 sur l'emplacement du bastion no 80 de l'enceinte de Thiers.

## Bâtiments remarquables et lieux de mémoire

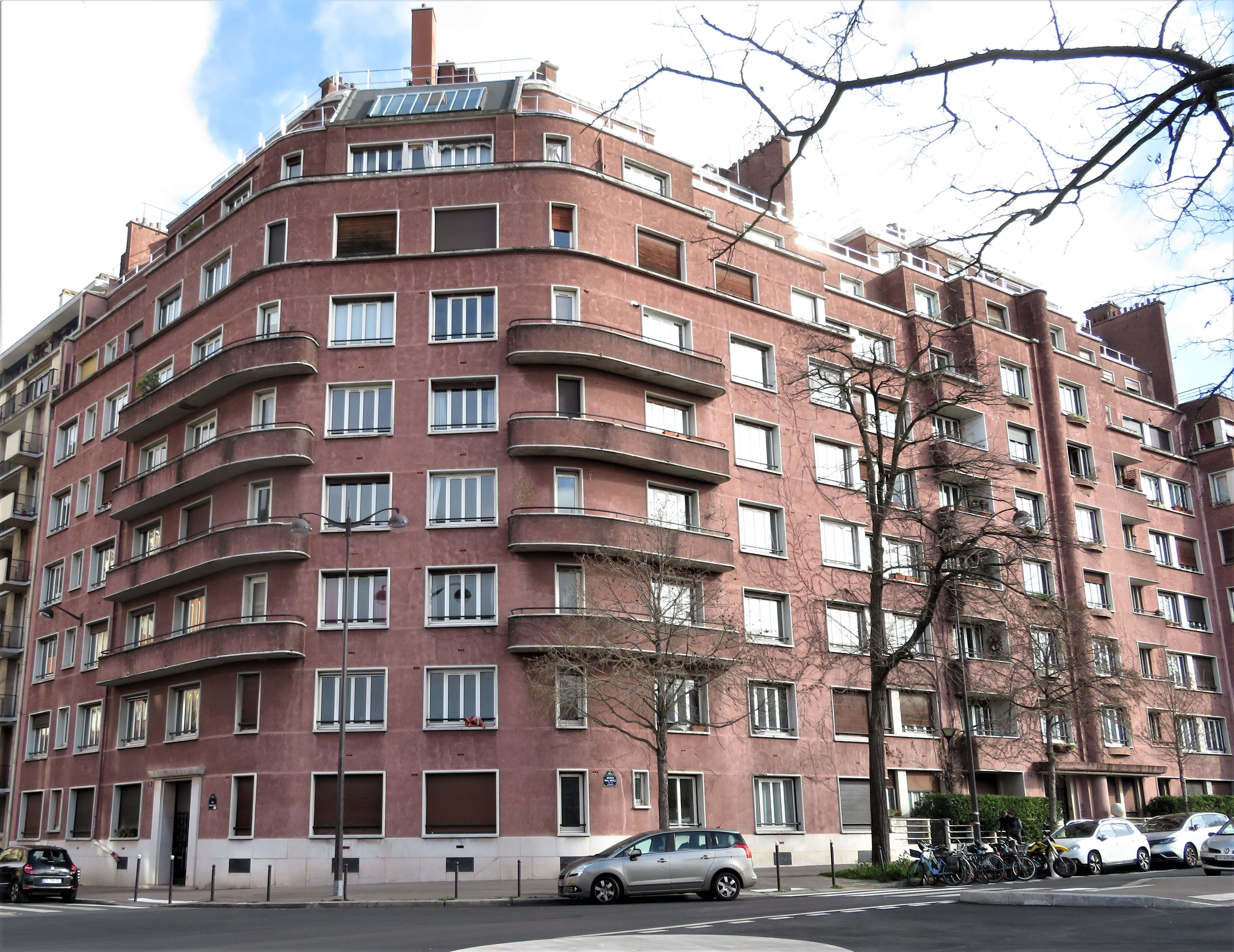
HBM Art déco au numéro 6.

Les bâtiments bordant le trottoir nord (pair) sont tous des HBM ; presque tous sont typiques de ceux construits autour de Paris dans l'entre-deux-guerres, après la suppression de l'enceinte de Thiers. Mais celui le plus à l'est de l'avenue (entre les rues Monticelli et Émile-Faguet), au numéro 6, œuvre datant de 1934 de l'architecte Louis-Hippolyte Boileau (1878-1948), est d'une facture différente et figure dans beaucoup d’ouvrages sur l’architecture Art déco. La Tribune de l'art déplore qu'il ne soit pas inscrit aux monuments historiques. Cette imposante bâtisse a été construite, dans le cadre de la loi Loucheur, avec la collaboration de la Confédération des travailleurs intellectuels : y furent logés de nombreux enseignants. Elle est bordée au nord, jouxtant sa façade arrière, par un vaste jardin aménagé sur la parcelle ; non visible depuis l'avenue Paul-Appel, il peut l'être par son côté est, depuis la rue Émile-Faguet. 
- No 6 : la famille d'Olivier Séchan (1911-2006) — lui-même, sa femme et les enfants du couple, dont, parmi ceux-ci, Thierry Séchan (1949-2019) et Renaud Séchan dit Renaud (1952- ) qui y ont passé leurs enfances et adolescences dans les années 1950 et 1960 — a longtemps demeuré à cette adresse[3], au cinquième étage[4]. Dans l'immeuble furent aussi les domiciles de l'archéologue et historien Gabriel Millet (1867-1953)[5], du mathématicien André Lichnerowicz (1915-1998), de l'historien des mathématiques Jean Itard (1902-1979)[6], de l'helléniste François Chamoux (1915-2007)[7] et de la bibliothécaire et critique littéraire Marie Dormoy (1886-1974).

- No 7 : adresse du stade Élisabeth, qui borde tout le trottoir sud (impair) de l'avenue.

- No 20 : cette adresse fut longtemps celle de Vladimir Kourganoff (1912-2006), mathématicien et astronome français d'origine russe.

Parce que situé juste dans son axe, côté est, la Maison des étudiants de l'Asie du Sud-Est (bâtiment au sein de la Cité internationale universitaire de Paris) — avec notamment des angles de toitures à large débord se relevant en « bec de tourterelle » inspirés de l'architecture d'Extrême-Orient — se remarque particulièrement dans le décor de l'avenue, bien qu'édifié le long de la rue Émile-Faguet, de l'autre côté du carrefour où, à son extrémité orientale, l'avenue rejoint cette rue.

## Tournage
L'avenue est le lieu de tournage de séquences du film long-métrage Le Silencieux réalisé par Claude Pinoteau et sorti en 1973. Clément Tibère, personnage interprété par Lino Ventura, y abandonne une Citroën DS qui vient de subir le tir de tueurs du KGB, et braquant un automobiliste à l'arrêt derrière lui, se rend possesseur du véhicule de celui-ci, du même modèle, afin de continuer sa fuite. 